# Barátság (folyóirat)
Barátság társadalmi, irodalmi és művészeti folyóirat Kolozsvárt. Felelős szerkesztője Nagy József, szerkesztője Dánér Lajos. Kéthetenként jelent meg 1939. december és 1940. augusztus 17. között. A szerkesztők céljai közé tartozott a román-magyar kulturális összefogás előmozdítása. A folyóirat közölte Brassai Viktor, Dánér Lajos, Hobán Jenő, Létay Lajos, Kibédi Sándor, Nagy József,  Szotyori Nagy Endre és Walter Gyula verseit és prózai írásait, Bíró Sándor történettudományi cikkeit; számaiban megjelentek román költők, köztük George Sbârcea verseinek magyar fordításai.
Szintén Barátság címen 1994-ben alapítottak folyóiratot Budapesten, eredetileg Magyarország népei kölcsönös megismerését szolgáló kulturális és közéleti folyóiratot, amely azután a Magyarország határain túlélő nemzeti kisebbségek sorsának alakulását is követi. Kéthavonként jelenik meg. A folyóirat egyik alapítója és főszerkesztője Mayer Éva.